# Dionda diaboli
La carpa diabla (Dionda diaboli) es una especie de pez dulceacuícola endémico de los estados de Coahuila (México) y Texas (Estados Unidos de América). 

## Clasificación y descripción
Es un pez de la familia Cyprinidae del orden Cypriniformes. Es un pez de cuerpo delgado y cilíndrico, su cabeza es pequeña y angosta y tiene la boca subterminal. Los machos en temporada reproductiva desarrollan tubérculos en la cabeza y radio de las aletas pectorales. El dorso es gris, el lomo y parte superior de los costados son color olivo oscuro, seguido hacia abajo por blanco-plateado y terminando con el vientre color verde oscuro. Como caracteres diagnósticos de coloración se encuentran: una banda lateral pronunciada desde el ojo hasta el hocico, una mancha de forma acuñada más alta que larga en la base de la aleta caudal y una banda lateral oscura con líneas dobles paralelas ubicadas superiormente a ésta. Este pez alcanza una talla máxima de 53 mm de longitud patrón. Los machos pueden llegar alcanzar los 6,4 cm de longitud total.

## Distribución geográfica
Esta especie se distribuye en cuencas de México y Estados Unidos de América. En México se ha registrado en el río San Carlos y la cuenca alta del río Salado (ríos Sabinas y Salado), en el estado de Coahuila. Las poblaciones estadounidenses residen en los arroyos Devils River, San Felipe, Sycamore y antiguamente en Las Moras, todos ellos tributarios del río Bravo en Texas.

## Ambiente
La carpa diabla es una especie que muestra preferencia por zonas de corriente rápidas con abundante vegetación acuática, aunque también ha sido encontrada en remansos.

## Estado de conservación
Las poblaciones de esta especie se encuentran disminuyendo; en México ha desaparecido en dos de las tres localidades en donde habitaba, mientras que en Estados Unidos de América también se ha observado una disminución del tamaño poblacional. Este pez se encuentra enlistado en la Norma Oficial Mexicana 059 (NOM-059-SEMARNAT-2010) como especie En Peligro de Extinción (P) y a su vez en la Lista Roja de la Unión Internacional para la Conservación de la Naturaleza (UICN) como especie Vulnerable.